# FK 수두바
FK 수두바(리투아니아어: Futbolo klubas Sūduva)는 리투아니아에 있는 마리얌폴레를 연고로 하는 축구 클럽이다. 이 팀은 1968년에 공식적으로 창단되었으며, 현재 A리가에 출전하고 있다.

## 성적
- A 리가
  - 우승 3회 (2017, 2018, 2019)
- 리투아니아 컵
  - 우승 3회 (2006, 2009, 2016)
- 리투아니아 슈퍼컵
  - 우승 4회 (2009, 2018, 2019, 2022)

### 국내 대회 성적
| 시즌 | 순위 | @      |
| ---- | ---- | ------ |
| 2013 | 4위  | [ 1 ]  |
| 2014 | 5위  | [ 2 ]  |
| 2015 | 4위  | [ 3 ]  |
| 2016 | 3위  | [ 4 ]  |
| 2017 | 우승 | [ 5 ]  |
| 2018 | 우승 | [ 6 ]  |
| 2019 | 우승 | [ 7 ]  |
| 2020 | 2위  | [ 8 ]  |
| 2021 | 2위  | [ 9 ]  |
| 2022 | 6위  | [ 10 ] |
| 2023 | 7위  | [ 11 ] |
| 2024 | 9위  | [ 12 ] |

## 선수 명단

### 현역
참고: FIFA 자격 규정에 따라 소속된 국가대표팀 국기를 표시합니다. 선수는 복수의 FIFA 비회원국 국적을 가지고 있을 수 있습니다.
| 번호 | 포지션 | 국적       | 이름          |
| ---- | ------ | ---------- | ------------- |
| 4    | DF     | 나이지리아 | 헨리 우조초쿠 |
| 11   | FW     | 나이지리아 | 이드리스 모모 |

| 번호 | 포지션 | 국적     | 이름            |
| ---- | ------ | -------- | --------------- |
| 70   | MF     | 모리타니 | 아마르 아이다라 |
| 94   | MF     |          | 시디 사노코     |